# Вирек, Джордж Силвестер
Джордж Силвестер Вирек (англ. George Sylvester Viereck, 31 декабря 1884, Мюнхен, Германская империя — 18 марта 1962, Холиок (Массачусетс), США) — американский журналист, писатель и поэт немецкого происхождения.

## Биография
Родился в семье германского социал-демократического политика Луи Фирека, которого считали незаконнорожденным сыном Вильгельма I (однако его признал своим сыном Луи Прилвиц, сын Августа Прусского). В 1896 году вместе с родителями эмигрировал в США. В 1906 году окончил Городской колледж Нью-Йорка и занялся журналистикой.
Был постоянным автором (с 1906 года) и соредактором (в 1907–1915 годах) журнала Current Literature, редактором журналов Rundschau Zweier Welten (в 1911–1912 годах), International (в 1912–1918 годах). В 1914–1917 годах, во время Первой мировой войны, был издателем и редактором журнала The Fatherland и занимался прогерманской пропагандой. После окончания войны он выступал за нормализацию отношений США с Германией и экономическую помощь ей, за прекращение преследований американцев немецкого происхождения.
Вирек поддерживал президентские кампании Т. Рузвельта в 1912 году и У. Гардинга в 1920 году, критиковал «сухой закон».
В 1922–1939 годах Вирек почти ежегодно посещал Европу, в 1929 году побывал в СССР. Он взял целый ряд интервью у знаменитых людей своего времени (Вильгельм II, Ж. Клемансо, Ж. Жоффр, Ф. Фош, Б. Муссолини, А. Конан Дойл, Г. К. Честертон, Н. Тесла, Г. Форд, Г. Маркони и других), затем они были частично собраны в книгу «Блики великих» («Glimpses of the Great», 1930). Результатом многолетнего общения с Вильгельмом II, который называл Вирека «мой кузен», стала книга Вирека «Кайзер под судом» («The Kaiser on Trial», 1937).
Весной 1923 года он первым из американских журналистов взял интервью у А. Гитлера. Он приветствовал приход к власти нацистов в Германии как «возрождение Германии» (хотя нацисты запретили в Германии роман Вирека «Мои первые 2000 лет»). Занимаясь в США прогерманской пропагандой, Вирек сотрудничал с германским посольством и прогерманскими организациями в США, он прервал свои отношения с ними лишь после начала расследования в Конгрессе США о нацистской пропаганде в стране. В 1939–1941 годах он был представителем в США германской газеты Münchner Neueste Nachrichten.
В сентябре 1941 года Вирека обвинили в нарушении «Акта о регистрации иностранных агентов» и в марте 1942 года его приговорили к тюремному заключению на срок от 2 до 6 лет. В марте 1943 года Верховный суд США отменил этот приговор, но Виреку вновь предъявили обвинения и в июле 1943 года его вновь приговорили к тюремному заключению сроком от 1 года до 5 лет; он провел в тюрьме свыше трех лет и в мае 1947 года его условно-досрочно освободили.

## Творчество
Вирек начал с поэзии на немецком языке, его поэтические сборники «Стихотворения» («Gedichte», 1904) и «Ниневия» («Nineveh», 1906), привлекли внимание критики. В 1922 году он издал итоговый поэтической сборник на немецком языке, «Стихотворения» («Gedichte»).
С 1906 года Вирек также публиковал стихи на английском языке, включая переводы собственных немецкоязычных стихов. Они следовали европейской декадентской моде того времени. Стихи Вирека ценили Г. Мюнстерберг и Т. Рузвельт, сборник «Песни Армагеддона» («Songs of Armageddon», 1916), где лирические стихи сочетаются со стихами политического содержания, высоко оценил А. Кроули.
Для прозы Вирека характерно внимание к проблемам секса и психологии. В соавторстве с П. Элдриджем он написал трилогию романов «Мои первые 2000 лет. Автобиография Вечного Жида» («My First Two Thousand Years. The Autobiography of the Wandering Jew», 1928), «Саломея, Вечная Жидовка. Мои первые 2000 лет любви» («Salome, the Wandering Jewess. My First 2,000 Years of Love», 1930), «Непобедимый Адам» («The Invincible Adam», 1932). Она посвящена темам бессмертия и вечной молодости, в ней отразились теории О. Вейнингера, З. Фрейда, исследования сексуальности М. Хиршфельда, опыты Э. Штейнаха по омоложению. В соавторстве с Элдриджем Вирек также написал футурологический роман «Князь Мир» («Prince Pax», 1933).
После освобождения из заключения Вирек написал роман «Ничто человеческое» («All Things Human», 1949; первое издание под псевдонимом Стюарт Бентон, Stuart Benton), в котором отразил свой тюремный опыт, в 1952 году он издал мемуары «Превращая людей в скотов» («Men Into Beasts»).

## Семья
В 1915 году Джордж Силвестер Вирек женился на Маргарет Эдит Хайн (1897—1964); их сыновья — Питер Вирек (1916—2006) и Джордж Силвестер Вирек-младший (1918—1944). После обвинения Вирека в сотрудничестве с нацистами его жена покинула его и пожертвовала свою часть семейного состояния на помощь еврейским беженцам и католическим благотворительным организациям. Сыновья Вирека участвовали во Второй мировой войне в составе американской армии, Джордж Силвестер Вирек-младший погиб в бою в Италии. Питер Вирек после войны стал историком, специализировавшимся на истории России, он также получил в 1949 году Пулитцеровскую премию за свою поэзию.